# Wojciech Jerzy Has
Wojciech Jerzy Has (1. dubna 1925 Krakov – 3. října 2000 Lodž) byl polský filmový režisér, scenárista a producent. Přednášel na Státní filmové, televizní a divadelní vysoké škole Leona Schillera v Lodži (polsky Państwowa Wyższa Szkoła Filmowa, Telewizyjna i Teatralna im. Leona Schillera w Łodzi), kde působil mezi lety 1990–1996 jako rektor.

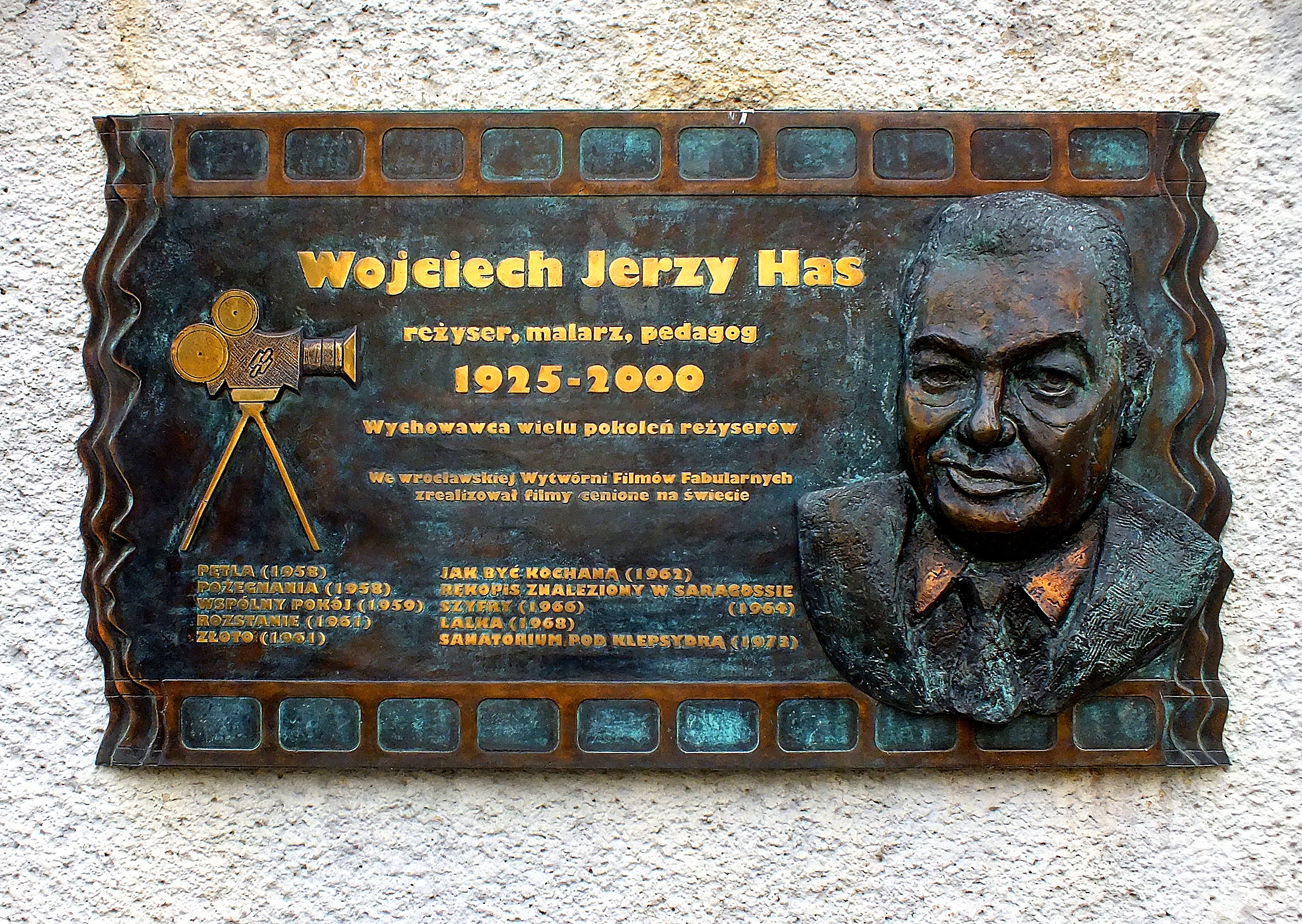
Pamětní deska - Vratislav

Svou kariéru zahájil jako režisér socialisticko-realistických dokumentárních filmů. V roce 1957 natočil svůj první celovečerní film Pętla. Je považován za jednoho z nejvýznamnějších tvůrců Polské filmové školy (filmy Pożegnania (neoficiálně Požehnání); 1958, Jak být milována; 1962). Proslavil se především jako tvůrce adaptací uznávaných literárních děl, mezi které patří např. Rukopis nalezený v Zaragoze (polsky Rękopisu znalezionego w Saragossie, 1968, podle Jana Potockého), Loutka (polsky Lalki, 1968, podle Bolesława Pruse) a Sanatorium na věčnosti (polsky Sanatorium pod Klepsydrą, 1973, podle Bruna Schulze).
Je držitelem mnoha prestižních ocenění, včetně cen FIPRESCI na Mezinárodním filmovém festivalu v Locarnu (za Pożegnania) a na Mezinárodním filmovém festivalu v Bejrútu (za Jak být milována) a Ceny poroty na Filmovém festivalu v Cannes (za Sanatorium na věčnosti).

## Mládí a vzdělání
Wojciech Jerzy Has se narodil 1. dubna 1925 v Krakově. Během německé okupace polských zemí studoval na Obchodní škole v Krakově (polsky Szkoła Handlowa w Krakowie) a po jejím zrušení v roce 1943 na Akademii výtvarných umění v Krakově (polsky Akademia Sztuk Pięknych im. Jana Matejki w Krakowie). Po skončení druhé světové války pokračoval ve studii na znovu legalizované Akademii výtvarných umění. V prosinci 1945 se také přihlásil na filmové učiliště, jehož vedoucím byl Stanisław Furmanik. V rámci výuky měl možnost zhlédnout několik filmů, které zachytil Antoni Bohdziewicz z nacistické propagandistické kanceláře Film und Propaganda, včetně Nábřeží mlh od Marcela Carného (1938), Její první ples od Juliena Duviviera (1937), Paracelsus od Georga Wilhelma Pabsta a Ivan Hrozný od Sergeje Michajloviče Ejzenštejna (1944). V roce 1946 se stal asistentem kameramana Polského filmového týdeníku pro film Skroplone powietrze (1946). Filmový kurz absolvoval 4. července 1946.

## Soukromý život
Wojciech Jerzy Has byl třikrát ženatý. Jeho první manželka se jmenovala Bronisława Elżbieta, která se po rozvodu přestěhovala společně se synem Markem do Švédska. Podruhé se oženil s Jadwigou Krawczykovou, s kterou se časem také rozvedl. Později měl Has vztah s Barbarou Lewandowskou, která před svou smrtí v roce 1985 sestříhala tři jeho filmy (Nieciekawa historia; 1982, Pismak; 1984, Hřišníkovy soukromé paměti; 1985). Smrt Lewandowské Hase velmi zasáhla. Jeho třetí ženou byla Wanda Ziembicka, s níž žil až do své smrti. Několik let trvalo také přátelství mezi Hasem a Małgorzatou Burzyńskou-Keller a Sławomirem Kryńským, kteří s Hasem trávili poslední chvíle jeho života.
Wojciech Jerzy Has zemřel 3. října 2000 v Lodži.